# Artemisia viridissima
Artemisia viridissima là một loài thực vật có hoa trong họ Cúc. Loài này được (Kom.) Pamp. mô tả khoa học đầu tiên năm 1930.